# Vàlvula mitral

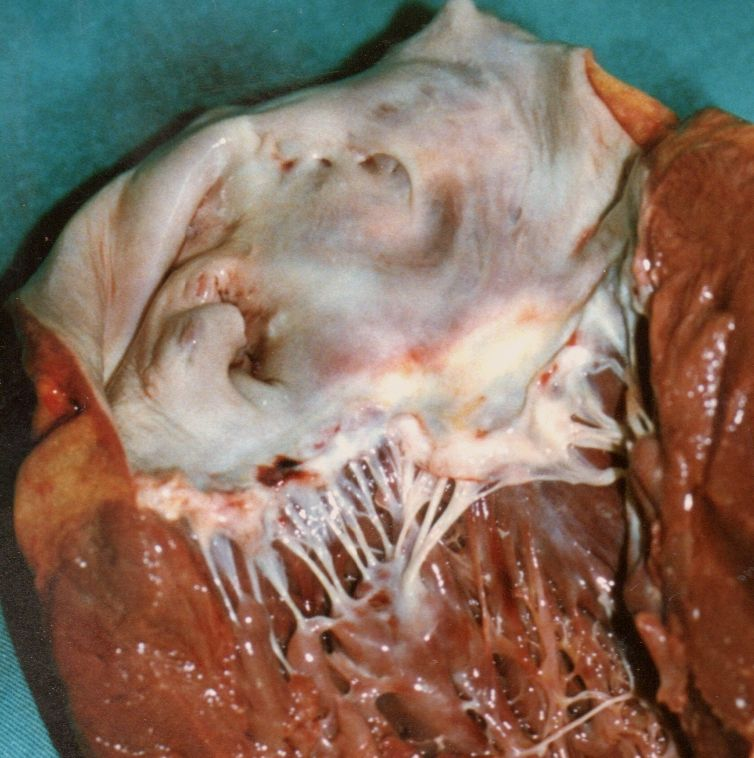
Imatge macroscòpica d'una vàlvula mitral

La vàlvula mitral, també anomenada vàlvula bicúspide o vàlvula auriculoventricular esquerra (i menys sovint vàlvula atrioventricular esquerra), és una vàlvula cardíaca formada per dues valves o cúspides. Està situada a l'orifici auriculoventricular esquerre, que és el que connecta l'aurícula esquerra amb el ventricle esquerre. El nom de mitral ve del mot mitra, ja que la vàlvula presenta certa semblança amb el barret que utilitzen els bisbes.

## Malalties associades
- Prolapse mitral.